# Foruncolo
Il foruncolo (dal latino fur-furis che vuol dire "piccolo ladro") è una comune piodermite, cioè un'infiammazione data da un'infezione da batteri piogeni che coinvolge un follicolo pilifero ed il tessuto peri-follicolare circostante, il quale generalmente guarisce da solo in tempo limitato.
I batteri più spesso in causa sono gli stafilococchi e gli streptococchi.

## Sintomatologia
Si manifesta come un rilievo arrossato e purulento della pelle (lesione papulo-nodulare ad evoluzione suppurativa).
L'infezione, si estende solo in casi di diminuita resistenza dell'organismo e del suo sistema immunitario (malnutrizione, diabete, anemia, stress, depressione). Il foruncolo può rappresentare negli adolescenti una manifestazione dell'acne.
Il foruncolo se rimane localizzato, può essere al massimo leggermente doloroso. Le conseguenze possono invece diventare serie qualora il batterio coinvolto possa diffondere. Potenzialmente, in pazienti fragili, può evolvere fino a sviluppare la setticemia, un'infezione del sangue. Perciò sarebbe consigliabile rivolgersi a un dermatologo nel caso di un quadro complesso.

## Terapia
Per un piccolo foruncolo non maturo tutt'al più basta la protezione di un cerotto.
Il trattamento attivo più usato in questi casi è l'applicazione di ittiolo o tintura di iodio, che fa maturare il foruncolo e determina la fuoriuscita del pus.
Inoltre è possibile trattare la zona interessata dal foruncolo, o da gruppi di foruncoli, con una crema antibiotica (solo ed esclusivamente su prescrizione medica).